# Angélique Abemane
Angélique Abemane là một cầu thủ bóng ném người Congo. Cô đã tham gia Thế vận hội Mùa hè 1980.